# 斯波良作
斯波 良作（しば りょうさく、天保11年（1840年）? - 没年不詳））は、新選組隊士。司馬良作（読み同じ）、斯波良蔵（しば りょうぞう）、斯波雄蔵（しば ゆうぞう）とも。平同士ながら、文学師範。
- 島田魁によれば、奥州仙台出身。
- 慶応元年4月27日、土方・伊東が斎藤・藤堂を伴って江戸へ下り、隊士募集をした際に応募。25歳。
- 年月日不明ながら海外への渡航を志願、許されて除隊し、以降の消息は不明。

## 異名について
- 斯波良作・斯波雄蔵は文学師範として記名されるが、資料によっていずれの場合もある。
- 司馬良作は慶応元年入隊名簿に9番隊士として記名。
- 斯波良蔵は西村兼文『壬生浪士始末記』にて海外渡航者として記名されている。

## 司馬良作と斯波縁之助
- 慶応元年の隊士募集応募者では、本項「司馬良作」と並び「斯波縁之助（しば　えんのすけ）」なる者の入隊が記されている。
- 文学師範としてのみ名の残る「斯波雄蔵」はこのいずれかと考えられるが、縁之助については以後の記録も多く見られるため名を変えた形跡が無く、司馬良作＝斯波雄蔵である、と推測される。
- 苗字が同じで入隊が同期、出身が同地と思われ、年齢が1歳差（縁之助は入隊時26歳）であること、縁之助は元僧侶とする声（川村三郎）があり師範となった雄蔵同様学識があったと思われることなどから、両名は兄弟ないしは何らかの縁者ではないかとする説もある。